# Rayforstia
Rayforstia es un género de arañas araneomorfas de la familia Micropholcommatidae. Se encuentra en Australia y Nueva Zelanda.

## Lista de especies
Según The World Spider Catalog 12.0:
- Rayforstia antipoda (Forster, 1959)
- Rayforstia insula (Forster, 1959)
- Rayforstia lordhowensis Rix & Harvey, 2010
- Rayforstia mcfarlanei (Forster, 1959)
- Rayforstia plebeia (Forster, 1959)
- Rayforstia propinqua (Forster, 1959)
- Rayforstia raveni Rix & Harvey, 2010
- Rayforstia salmoni (Forster, 1959)
- Rayforstia scuta (Forster, 1959)
- Rayforstia signata (Forster, 1959)
- Rayforstia vulgaris (Forster, 1959)
- Rayforstia wisei (Forster, 1964)